# جامعة الزاوية
جامعة الزاوية هي جامعة حكومية ليبية تقع في مدينة الزاوية. تم تأسيسها في العام 1988م وسميت بجامعة «السابع من أبريل». ثم تم تغيير الاسم إلى جامعة الزاوية بعد الحرب الأهلية الليبية، وتتبع الجامعة اللجنة الشعبية العامة للتعليم العالي. وهي عضو في اتحاد الجامعات العربية وفي اتحاد الجامعات الأفريقية وعضو مجلس إدارة هذا الاتحاد، وبها 32 كلية تدرس مختلف العلوم التطبيقية والإنسانية.
تمنح جامعة الزاوية الشهادات العلمية التالية :-
- الإجازة الجامعية (البكالوريوس – الليسانس).
- إجازة الدراسات العليا (الماجستير).
- إجازة الدراسات الدقيقة (الدكتوراة).

## كلية الآداب
أحد كليات الجامعة تأسست عام 1992. وتضم الأقسام التالية:
- اللغة العربية
- اللغة الإنجليزية
- اللغة الفرنسية
- اللغة الايطالية
- علم الاجتماع
- علم النفس
- التفسير (الفلسفة)
- التاريخ
- الجغرافيا

## كلية الطب
أحد كليات الجامعة تأسست عام 1997 وتضم :-
الاقسام التالية:
الطب البشري
طب الاسنان
الصيدلة
التقنية الطبية
كلية العلوم الطبية صرمان والتي تأسست في عام 2000.
وتضم الاقسام التالية:-
- الطب البشري
- طب الاسنان
- التقنية الطبية
- والتمريض

## كلية الهندسة
يتبع كلية الهندسة كليتين فرعيتين وهما :
1 كلية الهندسة صبراته وتضم الاقسام التالية :
- الهندسة الكهربائية والاكترونية
- الهندسة الميكانيكية
- الهندسة الكيميائية
- الهندسة المدنية
- الهندسة البيئية

2 كلية الهندسة بالزاوية وتضم الاقسام التالية :
- الهندسة الكهربائية والاكترونية
- الهندسة الميكانيكية والصناعية
- الهندسة المعمارية
- الهندسة المدنية
- هندسة الحاسوب
- هندسة الطيران

3-كلية الهندسة الرقدالين
- هندسة المدنية
- هندسة بناء وتشيد
- هندسة الصناعية

## وصلات خارجية
- موقع الجامعة الرسمي